# Indro Cenci
Indro Cenci (Fucecchio, 6 settembre 1912 – Fucecchio, 3 febbraio 1968) è stato un allenatore di calcio e calciatore italiano, di ruolo centrocampista.

## Carriera

### Giocatore
Ha iniziato la carriera nel Fucecchio, squadra della sua città natale; dopo una stagione nelle riserve del Livorno è passato alla Pistoiese, con cui nella stagione 1934-1935 ha segnato un gol in 26 presenze nel campionato di Serie B. In seguito si è trasferito al Livorno, con cui nella stagione 1935-1936 ha messo a segno 2 reti in 8 presenze, sempre in Serie B. È rimasto nella squadra amaranto per un'ulteriore stagione in serie cadetta, nella quale non è mai sceso in campo. Dopo aver trascorso la stagione 1937-1938 al Pontedera (28 presenze e 3 gol), nella stagione 1938-1939 ha giocato in Serie B nella Salernitana, realizzando 3 gol in 28 presenze. In seguito è passato alla Pro Vercelli, con cui nella stagione 1939-1940 ha giocato 29 partite e messo a segno 3 gol in Serie B; dopo una seconda stagione con la squadra piemontese, nella quale non è mai sceso in campo in partite di campionato, ha terminato la carriera da calciatore a causa di un grave infortunio che gli impediva di muovere correttamente una gamba ed un braccio. Nel primo dopoguerra gioca l'ultima stagione a Ferrara con la Spal.
In carriera ha disputato complessivamente 99 partite di Serie B, nelle quali ha messo a segno 9 gol.

### Allenatore
Nel 1945 ha allenato per un breve periodo il Fucecchio, in un campionato misto a cui presero parte cinque squadre (oltre al Fucecchio c'erano Montecatini, Santa Croce, Castelfranco e Ponte ad Egola); la squadra guidata da Cenci vinse cinque partite e ne pareggiò tre, con complessivi 16 gol segnati ed uno solo subito. Cenci venne riconfermato in panchina anche per la stagione 1946-1947, disputata nel campionato di Serie C; venne tuttavia esonerato dopo 16 partite, con la squadra che occupava il penultimo posto in classifica.
In seguito allenò la Ternana in Serie C nella stagione 1948-1949 e nella prima parte della stagione 1949-1950, durante la quale venne esonerato. Nelle ultime partite della stagione 1949-1950 tornò ad allenare il Fucecchio in Serie C, non riuscendo ad evitare l'ultimo posto e la conseguente retrocessione nelle serie inferiori. Allenò poi il Calangianus e l'Ozierese nella seconda metà degli anni Cinquanta.